# La Cadolla (Serradell)
La Cadolla és un paratge format per camps de conreu del terme municipal de Conca de Dalt, a l'antic terme de Toralla i Serradell, al Pallars Jussà, en territori que havia estat del poble de Serradell.
Està situat al costat mateix de Serradell, a sota i al sud del poble, al sud-est de la Costa. És a ponent de la partida d'Hortals, al nord-oest de Terrancolom, al nord-est del Bancal Llarg i al sud-oest del Tros de la Font. S'hi forma la capçalera de la llau de la Cadolla, que en baixa cap al sud-est, per ajuntar-se al riu de Serradell a poc distància d'aquest lloc.